# Демоня, Никола
Никола Демоня (серб. Никола Демоња / Nikola Demonja; 6 декабря 1919, Влахович — 6 сентября 1944, Славонска-Пожега) — югославский партизан, командир 12-й Славонской дивизии в годы Народно-освободительной войны Югославии, Народный герой Югославии.

## Биография
Родился 6 декабря 1919 года в селе Влахович близ Глины в бедной семье родом из Бании. Окончил школу и ушёл работать столяром. Вскоре был призван в югославскую армию, в составе которой и встретил войну. После капитуляции Югославии, спасаясь от преследований усташей, вернулся в своё село и вступил в партизанское движение (в том же году его приняли в Коммунистическую партию Югославии). 23 июля 1941 года был принят в 1-й Банийский партизанский отряд, которым командовал Василий Гачеша. В тот же день принял участие в своём первом бою за Бански-Грабовац: смело забрался в окно сельской ратуши, захватив в плен коменданта села, а также сумел отбить шесть орудий у неприятеля.
Победы в Бановине и на горе Шамарице прославили имя Николы Демони в рядах партизан. Осенью 1941 года усташи попытались разгромить базу Василя Гачеши, но Никола вместе со своим патрулём разгромил усташей, закидав их бомбами и гранатами и захватив три орудия. Об этой битве партизаны сложили песню со словами: «Шамарице, ој зелена горо, усташе те неће проћи скоро» (серб. Шамарица, зелёная гора, усташи тебя не скоро обойдут). Никола, который нёс службу в качестве пулемётчика, быстро дослужился от капрала до сержанта, а в марте 1942 стал командиром роты. По указанию Главного штаба НОАЮ в Хорватии он вместе с Банийской пролетарской ротой перебрался из Бановины в Славонию для помощи местным силами сопротивления. Дослужился до командира батальона, занимал должности заместителя командира 17-й ударной бригады и командира 12-й Славонской дивизии.
Прекрасно проявлял себя в разных боях: в битве при Вочине Никола сумел подорвать танк, бросив внутрь машины гранату. В битве при Чаглине его бригада разгромила наголову усташский пехотный полк. В ходе осады Чазмы именно его умелые приказы позволили взять город, а в самой битве бригада разгромила немецкий батальон и захватила 20 грузовиков и 4 орудия. Никола был не просто храбрейшим бойцом дивизии, но и одним из её лучших стратегических умов — его умение разгадать план противника неоднократно приносило пользу войскам. В боях за Подгорач, Бодлевину и Грубишно-Поле его войска сумели нанести неприятелю довольно большой урон, за что его отметило руководство Антифашистское вече народного освобождения Югославии. Во второй половине 1944 года Никола был награждён Орденом Партизанской звезды II степени.
6 сентября 1944 года Никола Демоня лично возглавил атаку 1-го батальона 12-й Славонской бригады на город Славонска-Пожега. Партизанам ворваться в город, не встретив вообще никакого сопротивления. Первый батальон обнаружил вражеский патруль в городе и, проследовав за ним, обнаружил бункер. Пулемётный расчёт усташей, засевший в бункере, открыл шквальный огонь и остановил продвижение батальона. Никола вместе с многочисленными бомбашами закидал бункер гранатами, но был тяжело ранен ответным огнём из бункера. Его срочно эвакуировали из города и отправили в госпиталь в Орлявец, но по пути в 10 часов утра Никола Демоня умер от потери крови.

## Память
- 19 сентября 1945 года Николе Демоня было посмертно присвоено звание Народного героя Югославии.
- Помимо всего прочего, несколько улиц в небольших городах, одна школа (ныне школа Юлии Кемпф) и казарма в Славонской-Пожеге носили его имя[3][4], как и Миремарская школа в Загребе (носила имя с 11 февраля 1960 по 1 февраля 1991, ныне это школа Даворина Трстеняка).
- В Батайнице сохранилась улица с его именем.